# Malcolm Goodwin
Malcolm Goodwin (* 28. listopadu 1982 New York) je americký herec a režisér. Mezi lety 2015–2019 hrál detektiva Cliva Babineauxe v komediálně-dramatickém seriálu iZombie na stanici The CW. V roce 2022 získal další hlavní roli šéfinspektora Oscara Finlayho v krimiseriálu Jack Reacher na službě Prime Video. Na filmovém plátně debutoval roku 2005 vedlejší postavou Rickyho v komedii Backseat. Lucasova bratrance Jimmyho Zee ztvárnil v kriminálním snímku Americký gangster natočeném Ridleym Scottem.
Na Newyorské státní univerzitě v Purchase vystudoval roku 2003 bakalářský obor divadelní umění a film (BFA).

## Filmografie

### Film
| Rok  | Název                                 | Role                | Poznámky       |
| ---- | ------------------------------------- | ------------------- | -------------- |
| 2006 | Architekt                             | Big Tim             |                |
| 2007 | Got Next                              | Drew                | krátkometrážní |
| 2007 | Americký Gangster                     | Jimmy Zee           |                |
| 2008 | Tvrdé palice                          | Bakes               |                |
| 2008 | Přesný zásah                          | Roy                 |                |
| 2008 | Buffalo Soldiers: Odvaha a přátelství | Higgins             |                |
| 2008 | Projekt LAZAR                         | Robbie              |                |
| 2008 | Podvod                                | Cabbie              |                |
| 2009 | Mississippi Damned                    | Sammy Stone         |                |
| 2009 | Něco na těch mužích je                | otec subjektu č. 42 |                |
| 2009 | Black Gloves                          | James               | krátkometrážní |
| 2010 | Bláznivá svoboda                      | Rick                |                |
| 2011 | The American Dream                    | Ronald              |                |
| 2011 | Not Quite College                     | Taxi Tommy          |                |
| 2012 | Rhino                                 | Hank                |                |
| 2012 | Freelancers                           | A.D.                |                |
| 2013 | A True Story                          | Jason               |                |
| 2013 | Thank You Card                        | Jamaal              | krátkometrážní |
| 2015 | Noční běžec                           | důstojník Colston   |                |
| 2015 | Lucky Number                          | Garrett 'G' Brown   |                |
| 2017 | The Bigfoot Project                   | Junior              |                |
| 2019 | Ring Ring                             | Will                |                |

### Televize
| Rok       | Název                             | Role              | Poznámky                               |
| --------- | --------------------------------- | ----------------- | -------------------------------------- |
| 1997      | Barva spravedlnosti               | Shawn             | televizní film                         |
| 2003      | Zákon a pořádek                   | Lamont Tyler      | díl: „Patient Zero“                    |
| 2004      | Zákon a pořádek: Zločinné úmysly  | Elvin Fergin      | díl: „Mad Hops“                        |
| 2007      | Ve městě hurikánů                 | Troy Boulet       | díl: „Critical Mass“                   |
| 2009      | Raising the Bar                   | Wesley Wedderburn | díl: „Is There a Doctor in the House?“ |
| 2010      | Detroit 1-8-7                     | KJ                | díl: „Nobody's Home/Unknown Soldier“   |
| 2011      | The Tommy O Show Starring America | Mac Man           | televizní film                         |
| 2011–12   | Lovci lebek                       | Shea Daniels      | hlavní role                            |
| 2012      | Kriminálka Las Vegas              | Aaron Voss        | díl: „Fallen Angels“                   |
| 2013      | Sherlock Holmes: Jak prosté       | Andre Bell        | díl: „Details“                         |
| 2013      | Spravedlnost v krvi               | Angelo Reid       | díl: „Unwritten Rules                  |
| 2013      | Sběratelé kostí                   | CC Creach         | díl: „The Dude in the Dam“             |
| 2014      | Dům z karet                       | Darnell Hayes     | díl: „Chapter 22“                      |
| 2014      | Pravá krev                        | Joe Thornton      | díl: „Almost Home“                     |
| 2014      | Hot Fail                          | Matt              | televizní film                         |
| 2015      | Městečko Pines                    | Dr. Bauer         | díl: „Where Paradise Is Home“          |
| 2015–2019 | iZombie                           | Clive Babineaux   | hlavní role (71 dílů)                  |
| 2016      | The Bellmen                       | JJ                | televizní film                         |
| 2019      | Bull                              | Eddie Mitchell    | díl: „Rectify“                         |
| 2019      | FBI                               | agent Collins     | díl: „Codename: Ferdinand“             |
| 2022      | Jack Reacher                      | Oscar Finlay      | hlavní role                            |